# Augeneriella hummelincki
Augeneriella hummelincki är en ringmaskart som beskrevs av Banse 1957. Augeneriella hummelincki ingår i släktet Augeneriella och familjen Sabellidae. Utöver nominatformen finns också underarten A. h. indica.